# Julie Overbaugh
Julie Overbaugh ist eine US-amerikanische Virologin am Fred Hutchinson Cancer Research Center und an der University of Washington.

## Leben und Wirken
Overbaugh wuchs in Hanover, Pennsylvania, auf. Sie studierte an der University of Connecticut Chemie und erwarb an der University of Colorado einen Ph.D. in Biochemie. Als Postdoktorandin arbeitete sie an der Harvard University, bevor sie an das Fred Hutchinson Cancer Research Center in Seattle, Washington, ging. Hier ist sie (Stand 2022) Professorin für Humanbiologie und Public Health. Außerdem hat sie eine Professur (Affiliate Professor) für Mikrobiologie an der Abteilung für Global Health der University of Washington inne.
Overbaugh und Mitarbeiter befassen sich mit der Übertragbarkeit des HI-Virus und der Antwort des Immunsystems auf eine Infektion und seinen Einfluss auf die Wahrscheinlichkeit von Infektion und Erkrankung. So konnte sie bestimmte Umstände definieren, unter denen Infizierte (insbesondere Kinder) besonders wirksame Antikörper (neutralisierende Antikörper) gegen HIV entwickeln. Ein weiterer Schwerpunkt der Arbeiten Overbaughs ist die Übertragbarkeit von HIV von der Mutter auf das Kind (vertikale Infektion). Gemeinsam mit Joan Kreiss etablierte sie in den 1990er Jahren ein HIV-Forschungsprogramm in Kenia. Jüngere Arbeiten Overbaughs befassen sich mit der Anwendung der Erkenntnisse der HIV-Forschung auf die Bildung von Antikörpern gegen SARS-CoV-2 und insbesondere auf das Phänomen der Immunflucht.
Julie Overbaugh hat laut Google Scholar einen h-Index von 86, laut Datenbank Scopus einen von 72 (Stand jeweils Januar 2022).

## Auszeichnungen (Auswahl)
- 2020 Mitglied der American Academy of Arts and Sciences[3][4]
- 2021 Mitglied der National Academy of Sciences[5][6]